# 天津港發展
天津港發展控股有限公司 （港交所：3382） 是香港交易所上市的紅籌股公司，主要從事天津港的集裝箱及非集裝箱貨物處理業務，母公司是天津發展控股（港交所：882）。
天津港發展在2006年5月12日開始在香港招股，招股價介乎每股$1.55至$1.88港元。招股期間共吸引37.9萬人申請認購，超額認購1703倍，成為當時歷年來超額認購倍數最高的新股。它於2006年5月24日首日掛牌，收市報$2.375港元，較招股價$1.88港元高26.33%。

## 外部連結
- 天津港發展控股有限公司（页面存档备份，存于）